# Отосклероза
Отосклероза ( од грчког отос : ухо + склерос : отврдњавање) или отоспонгиоза  прогресивна је дегенеративна болест темпоралне кости чији је узрок још увек није у потпуности разјашњен. Може изазвати губитак слуха, тинитус и вртоглавицу као независне ентитете или као њихову комбинацију. То је генетски аутозомно доминантно пренаосива болест са непотпуном пенетрацијом и варијабилном експресијом.Међутим постоје и други узроци негенетског порекла који се морају узети у обзир, као што је инфекција вирусом богиње.   
Патохистолошки гледано болест је остеодистрофија капсуле лавиринта коју карактерише појава жаришта ресорпције кости и неоформације у било ком њеном делу. Када ова жаришта захвате основу узенгије, производе глувоћу услед имобилизације стапедиобукалног зглоба. Болест може бити и асимптоматска када жаришта немају ову локацију. 
Обично се манифестује симптомима губитка слуха у трећој деценији живота, иако се почетак може јавити у детињству. Отосклероза је добро препозната као узрок кондуктивног губитка слуха услед фиксације стапедијске стопе у овалној прозорској ниши. Мање је познато да отосклероза може захватити друге делове пужа и изазвати сензорнеурални губитак слуха.
Лечи се слушним апаратима, фармаколошким лековима или оперативно.

## Епидемиологија
Морбидитет
Укупна преваленција отосклерозе је 10%, од које је око 10 до 20% случајева са клиничким оштећењем слуха, тако да је преваленција губитка слуха који је последица отосклерозе око 1% популације.
Како постоје термини хистолошка и клиничка отосклероза, то је разумљиво да се подаци о преваленци разликују. 
Подаци о хистолошкој отосклерози се добијају рутински обдукцијом особе које нису имале клиничке симптоме и засноване су на хистолошкој анализи структура уха. Преваленција хистолошке отосклерозе може бити и до 10%.
Клиничка отосклероза подразумева губитак слуха услед присуства остеосклеротичних жаришта места која учествују у преносу звука. Преваленција клиничке отосклерозе је 0,3%.
Раса
Отосклероза је чешћа код белаца него код других раса. За разлику од 10% до 20% белаца који имају отосклерозу само је 1% афроамеричке популације погођено овом болешћу. Симптоматска болест је присутна код 1% белаца, 0,5% Азијата и 0,1% Афроамериканаца.
Пол
Иако  жене чеће траже медицинску помоћ због губитка слуха који је последица отосклерозе,  хистолошке студије не показују разлику између мушкараца и жена. Клинички, однос губитка слуха између жена и мушкараца је 2 : 1. Ово се може објаснити чињеницом да трудноћа изгледа убрзава прогресију отосклерозе. Клинички почетак током трудноће забележен је код 10% до 17% трудница са отосклерозом. Обострано болест је чешћа код жена него код мушкараца (89% : 65% штоје респективно).
Старост
Инциденција отесклерозе расте са годинама . Просечна старост особа са губитком слуха услед отосклерозе је 15-45 година, али су пријављени случајеви у распону од 7 до 50 година.

## Етиологија
Тачан узрок отосклерозе је непознат. Може се преносити кроз породице.
Људи који имају отосклерозу имају абнормално проширење спужвасте кости која расте у шупљини средњег уха. Овај раст спречава да ушне кости нормално вибрирају као одговор на звучне таласе. Ове вибрације су потребне да бисте чули.
Отосклероза је најчешћи узрок губитка слуха средњег уха код младих одраслих особа. Обично почиње у раној и средњој одраслој доби. Чешће је код жена него код мушкараца. Стање може утицати на једно или оба уха.
Ризици за ово стање укључују трудноћу и породичну историју губитка слуха.
Иако се сматра да је болест наследна, њена пенетрација и степен експресије су толико променљиви да може бити тешко открити образац наслеђивања. Већина имплицираних гена се преноси на аутозомно доминантан начин. Једна анализа на нивоу генома повезује отосклерозу са варијацијама у гену РЕЛН (релин). који има могућу улогу у патофизиологији различитих болести.
| Назив | OMIM                                                     | Локација      |
| ----- | -------------------------------------------------------- | ------------- |
| OTSC1 | Online Mendelovsko nasleđivanje kod čoveka (OMIM) 166800 | 15q26.1       |
| OTSC2 | Online Mendelovsko nasleđivanje kod čoveka (OMIM) 605727 | 7q            |
| OTSC3 | Online Mendelovsko nasleđivanje kod čoveka (OMIM) 608244 | 6p            |
| OTSC4 | Online Mendelovsko nasleđivanje kod čoveka (OMIM) 611571 | 16q           |
| OTSC5 | Online Mendelovsko nasleđivanje kod čoveka (OMIM) 608787 | 3q22-q24      |
| OTSC7 | Online Mendelovsko nasleđivanje kod čoveka (OMIM) 611572 | 6q13          |
| OTSC8 | Online Mendelovsko nasleđivanje kod čoveka (OMIM) 612096 | 9p13.1-q21.11 |

## Патофизиологија
Могу се идентификовати две одвојене патолошке фазе процеса болести:
- рана отоспонгиотска фаза
- каснија отосклеротична фаза - која почиње када се остеокласти полако замењују остеобластима и када се густа склеротична кост таложи у областима претходне ресорпције кости. Када овај процес укључује овални прозор у пределу подножја, плоча постаје фиксирана, што доводи до кондуктивног губитка слуха.

## Клиничка слика
Главни симптоми су прогресивни губитак слуха и тинитус. Губитак слуха је билатерални у ~70% случајева.
Губитак слуха може напредовати променљивом брзином, а тинитус има тенденцију да се погорша како се губитак слуха погоршава. Губитак слуха је обично ниске природе - дубоки, мушки гласови могу бити посебно тешко разликовати.
Вестибуларни симптоми су обично одсутни, али у неким случајевима могу изазвати благу вртоглавицу.
Веома повремено, захваћеност вестибула може се манифестовати као тешки, пароксизмални ротациони нистагмус сличан Менијеровој болести.
Знакови
Пацијенти могу имати тихи говор (појачана коштана проводљивост доводи до перцепције сопственог говора као „гласног“).
Ауроскопија је обично нормална.
Око 10% показује Шварцео знак – црвенкасто-плаву дисколорацију преко ртне и овалне прозорске нише, због васкуларне хиперемије незреле абнормалне кости.
Тестови камерона (Ринне-ов и Вебер-ов тест) откривају глувоћу кондуктивног узорка у већини случајева.
Тамо где је захваћена пужница може доћи до мешовитог проводљивог/сензорног облика губитка слуха.

## Диференцијална дијагноза
Диференцијална дијагноза отосклерозе треба да укључи и друге узроке кондуктивног губитка слуха.
У контексту нормалног скенирања компјутеризоване томографије (ЦТ), једини начин да се постави коначна дијагноза отосклерозе је експлораторна тимпанотомија и палпација стремена.
У анамнези рекурентне упале средњег уха сугерише се дисконтинуитет костију услед некрозе инкуса или фиксације ланца костију услед тимпаносклерозе.
Конгенитална стапедијска фиксација стопала је присутна у ранијој доби од јувенилне отосклерозе. Конгенитална фиксација стопала се генерално може открити у доби од 3 године, док се јувенилна отосклероза ретко, ако се икада открије, пре 10 година.
Паџетова болест се може дијагностиковати на основу њене манифестације у другим подручјима осим ушне капсуле. Остеогенесис имперфецта, слично, дијагностикује се на основу повезаних симптома (нпр. плаве склере или вишеструки преломи).
Други узрок кондуктивног губитка слуха је синдром дехисцентног полукружног канала. Овај поремећај је класично повезан са Туллио феноменом (вртоглавица и/или нистагмус повезани са гласним звуковима). Дијагноза зависи од ЦТ скенирања који открива дехисцентни горњи полукружни канал када је присутна одговарајућа симптоматологија. Туллио феномен треба објективно документовати. Вестибуларни изазвани миогени одговори често показују снижене прагове код ове болести. Електрокохлеографија обично даје абнормалне налазе.

## Терапија
Лечење отосклерозе какву данас познајемо укључује терапију лековима, слушна помагала, оперативни третман са уградњом протезе у средње ухо и уградњом вештачког пужа.

### Лекови
Лекови који се користе у терапији отосклерозе су натријум флуорид и бисфосфонати. Натријум флуорид успорава прогресију кондуктивног и мешовитог губитка слуха ако се даје у дози од 15 до 20 мг/дан на почетку болести. Сматра се да делује тако што антагонизује ремоделирање костију инхибирањем остеокласта.
О медицинској терапији треба размишљати на почетку болести, док је још у стадијуму остеоспонгиозе, јер је доказано да смањује прогресију и ублажава симптоме отосклерозе.

### Слушна помагала
Слушни апарати су алтернативни облик симптоматског лечења код пацијената који нису кандидати за оперативно лечење или који имају привремени губитак слуха. У обзир долази ако пацијент има губитак слуха већи од 25 дБ.
Слушни апарати појачавају звук и могу се подесити да појачавају звук различито на различитим фреквенцијама, у зависности од аудиограма пацијента. Њихови недостаци су висока цена и иритација коже. 
Постоје и слушни апарати који се могу уградити у средње уво. Они функционишу тако што се  имплантирају у једну од слушних кошчица и вибрирају, преносећи звук. Друга врста имплантабилних слушних помагала су они који се уграђују у темпоралну кост и тако преносе вибрације на пуж. Уградни слушни апарати су скупи и ретко се користе.

### Оперативно лечење
Постоје две врсте операција, стапедектомија и стапедотомија.  И док је могуће побољшати слух уклањањем стремене кости и њеном заменом микро протезом – примењује се стапедектомијом, или стварањем мале рупе у фиксираној плочици. Док се  то исто се може постићи ендоскопском методом уметањем мале протезе налик клипу – која носи назив стапедотомија (једном од метода тотална ендоскопска хирургија уха).
Стапедектомија
Стапедектомијом се уклања основа стапеса и кракови који се замењује их протезом која је другим крајем спојен са наковњем.  Данас у огромној већини случајева, стапедотомија се ради због мање учесталости компликација.
Ендоскопска стапедотомија
Када је професор Тарабиши 1999. године описао своје искуство са стапедотомијом изведеном помоћу ендоскопа без потребе за уклањањем кости или резом коже (ендаурални приступ), од тада, ендоскопска стапедотомија постаје све популарнија, посебно међу млађим ендоскопски обученим хирурзима. Данас стапедотомија омогућава бољи поглед на 
подножје узенгије без потребе за уклањањем кости, што је врло чест случај када се захват ради микроскопом. У стапедотомији, се прави на дну стремена рупа са бушилицом или ласером у коју се поставља протеза повезана са наковњем.
Предност ендоскопске стапедотомија у отохирургији је боља визуализација структура бубне опне, посебно тешко доступних подручја, као што су синус тимпани или предњи епитимпанум. Поред тога, ради се о минимално инвазивном трансмеаталном приступу, па је опоравак бржи и мање болан.

## Компликације
Отосклеротске компликације
Ако се стање не лечи, доводи до значајног губитка слуха од око 50-60 дБ, али потпуна глувоћа је неуобичајена.
Компликације стапедектомије/стапедотомије
Стапедектомија/стапедотомија може изазвати тотални једнострани сензорнеурални губитак слуха у око 1-2% случајева. Тачан узрок за то је неизвестан и није повезан ни са каквим посебним хируршким грешкама. 
Повреда фацијалног нерва се јавља код око 1 од 1.000 случајева.
Могу се појавити перфорације бубне опне, али се обично лако поправе и добро зарастају.
Поремећај осећаја укуса, услед интраоперативне манипулације тимпанским хордом, могућа је је компликација; међутим, обично је пролазан.
Код мањег броја оперисаних тинитус се може појавити поново или се погоршати.

## Прогноза
Отосклероза лечена хируршки има добру прогнозу у великој већини случајева. Стопа погоршања слуха током времена након стапедотомије не прелази ону због презбиакузије (старачке наглувости).